# Yeat
Ноа Оливијер Смит (енгл. Noah Olivier Smith, Ервајн, Калифорнија, 26. фебруар 2000), познатији као  Yeat, је амерички репер.